# Ashton Kutcher
Christopher Ashton Kutcher (Cedar Rapids (Iowa), 7 februari 1978) is een Amerikaans acteur, presentator en voormalig model en ondernemer. Hij is onder andere bekend geworden door zijn optreden in het MTV-shockprogramma Punk'd, door zijn rol als Michael Kelso in de sitcom That '70s Show, door zijn huwelijk met de zestien jaar oudere actrice Demi Moore en door zijn relatie met Brittany Murphy. Kutcher wilde oorspronkelijk biochemisch ingenieur worden, maar stopte met studeren om te beginnen met acteren.
Met mede-acteurs Danny Masterson en Wilmer Valderrama uit That '70s Show - met beiden onderhoudt hij een hechte vriendschap - runt hij eveneens een restaurant, Dolce genaamd.
In mei 2011 werd hij gecontracteerd voor de populaire show Two and a Half Men als vervanger van acteur Charlie Sheen. 
Op 17 november 2011 kwam het nieuws naar buiten dat Demi Moore wilde scheiden, dit na maandenlange geruchten over een huwelijkscrisis door Ashtons vermeende overspel. In 2012 kreeg Kutcher een relatie met actrice Mila Kunis. Op 2 oktober 2014 kregen Kutcher en Kunis een dochter. Op 30 november 2016 kregen zij een zoon.

## Filmografie (selectie)

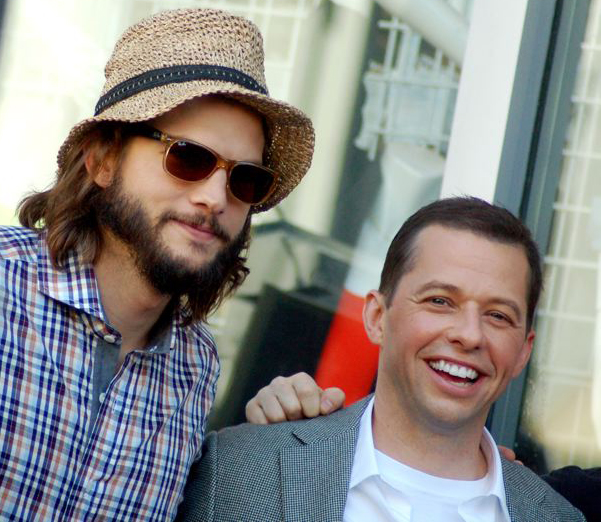
Kutcher samen met Jon Cryer, zijn tegenspeler uit Two and a half Men

- Bibsys: 5003631
- Biblioteca Nacional de España: XX1363535
- Bibliothèque nationale de France: cb14195168v (data)
- Catàleg d'autoritats de noms i títols de Catalunya: 981058517016306706
- Gemeinsame Normdatei: 130884324
- International Standard Name Identifier: 0000 0001 1438 3549
- Library of Congress Control Number: n2004039995
- Nationale Bibliotheek van Letland: 000343634
- MusicBrainz: 2bcb3c52-4aa9-488f-9efc-85841c8f83f6
- Nationale Bibliotheek van Tsjechië: xx0033152
- Nationale bibliotheek van Australië: 41610176
- Nationale Bibliotheek van Israël: 987007374558805171
- Nationale Bibliotheek van Polen: a0000001256562
- Nederlandse Thesaurus van Auteursnamen: 234765267
- Système universitaire de documentation: 11754440X
- Trove: 1258415
- Virtual International Authority File: 14983601
- WorldCat: E39PBJmdwVCcRHqYJVvm7HKcfq